# Mátraszentimre, Heves
Mátraszentimre (în slovacă Alkàr) este un sat în districtul Gyöngyös, județul Heves, Ungaria, având o populație de 472 de locuitori (2011).

## Demografie
Componența etnică a satului Mátraszentimre
     Maghiari (70,05%)
     Slovaci (28,62%)
     Germani (1,33%)
Componența confesională a satului Mátraszentimre
     Romano-catolici (72,25%)
     Fără religie (5,08%)
     Reformați (4,24%)
     Atei (1,69%)
     Luterani (1,48%)
     Necunoscută (15,25%)
Conform recensământului din 2011, satul Mátraszentimre avea 472 de locuitori. Din punct de vedere etnic, majoritatea locuitorilor (70,05%) erau maghiari, existând și minorități de slovaci (28,62%) și germani (1,33%).  Din punct de vedere confesional, majoritatea locuitorilor (72,25%) erau romano-catolici, existând și minorități de persoane fără religie (5,08%), reformați (4,24%), atei (1,69%) și luterani (1,48%). Pentru 15,25% din locuitori nu este cunoscută apartenența confesională.